# Softswitch
| QS-Informatik | Dieser Artikel wurde wegen inhaltlicher Mängel auf der Qualitätssicherungsseite der Redaktion Informatik eingetragen. Dies geschieht, um die Qualität der Artikel aus dem Themengebiet Informatik auf ein akzeptables Niveau zu bringen. Hilf mit, die inhaltlichen Mängel dieses Artikels zu beseitigen, und beteilige dich an der Diskussion! (+) Begründung: Hier müsste eine saubere Definition geschrieben, sowie der Begriff gegen IP Multimedia Subsystem abgegrenzt werden --Kgfleischmann 17:57, 15. Okt. 2011 (CEST) |

Ein Softswitch ist eine Netzwerkkomponente für Next Generation Networks, die beispielsweise IP-Telefonie als Dienst anbieten.
Die Begriffsbildung ist in diesem Bereich noch nicht ganz abgeschlossen, so dass der Softswitch-Komponente je nach Literatur und Herkunft (Telekommunikation oder Informatik) unterschiedliche Funktionen zugeschrieben werden.

## Definition I
Ein Softswitch übernimmt in einem Next Generation Network die Ansteuerung der Media Gateways und die notwendige Signalisierung. Sie ist die zentrale Funktionskomponente zur Steuerung, die „Intelligenz“ des Netzes.

## Definition II
Die unter „Definition I“ aufgeführte Funktion und zusätzlich die Media Gateway Funktion.

## Allgemeines
Die Bezeichnung Softswitch ist auf die Software zurückzuführen, und auf seine zentrale Steuerung der Vermittlungsaufgaben, die in der herkömmlichen Telefonie ein „Switch“ ausführt. Die Software ist gewöhnlich aus Gründen der Ausfallsicherheit auf fehlertoleranten Servern installiert und übernimmt auch die Verbindungssteuerung. Trotz des Namens ist ein Softswitch keine reine Softwarelösung. Zur Realisierung eines Carrier Grade Softswitches wird ein erheblicher Hardware-Aufwand benötigt.
Zu den Vermittlungsaufgaben eines Softswitches gehören Funktionen der Protokollkonvertierung und Autorisierung, und Managementfunktionen der Verwaltung und Abrechnung. Diese Funktionen sind erforderlich für das Routen von Sprachverbindungen zwischen den unterschiedlichen Netztypen sowie für das Ressourcen- und Bandbreitenmanagement, das eine ausreichende Dienstgüte gewährleisten soll.